# ایندیپندنس (لوئیزیانا)
ایندیپندنس (به انگلیسی: Independence) شهری در ایالت لوئیزیانا کشور ایالات متحده آمریکا است که جمعیت آن در سرشماری سال ۲۰۱۰ میلادی، ۱٬۶۶۵ نفر بوده‌است.